# Ириг (община)
Ириг (серб. Ириг)— община в Сербии, входит в Сремский округ автономного края Воеводина, находится в историко-географической области Срем.
Население общины составляет 11 595 человек (2007 год), плотность населения составляет 50 чел./км². Занимаемая площадь — 230 км², из них 74,6 % используется в промышленных целях.
Административный центр общины — город Ириг. Община Ириг состоит из 12 населённых пунктов, средняя площадь населённого пункта — 19,2 км².
Община Ириг граничит с общинами Сербии:
- на западе — Сремска-Митровица,
- на северо-западе — Беочин,
- на севере — Нови-Сад,
- на северо-востоке — Сремски-Карловци,
- на востоке — Инджия,
- на юге — Рума.

## Статистика населения общины
| Год  | Население, чел. |
| ---- | --------------- |
| 1991 | 13 378          |
| 2001 | 12 362          |
| 2002 | 12 312          |
| 2003 | 12 165          |
| 2004 | 12 041          |
| 2005 | 11 922          |
| 2006 | 11 765          |
| 2007 | 11 595          |

## Этническая структура
По переписи населения Сербии 2002 года основные этнические группы в общине:
- сербы — 9801 чел. (79,49 %);
- венгры — 816 чел. (6,61 %);
- югославы — 295 чел. (2,39 %);
- хорваты — 289 чел. (2,34 %);
- другие — 9,17 %.

## Населённые пункты
На территории общины расположены 12 населённых пунктов — город Ириг и 11 сёл: Велика-Ремета, Врдник, Гргетег, Добродол, Крушедол-Прнявор, Крушедол-Село, Мала-Ремета, Нерадин, Ривица, Шатринци и Язак.

## Образование
В 2003—2004 учебном году на территории общины было 8 основных школ, в то время (2003—2004 гг.), там обучались 977 учеников.